# Radiologia
La radiologia també anomenada diagnòstic per la imatge és una especialitat mèdica que tracta d'auxiliar en el diagnòstic i pronòstic dels estats de la salut i la malaltia a través de l'ús de tecnologies de producció i anàlisi de la imatge.
L'impulsor i primer especialista d'aquesta especialitat fou el doctor César Comas Llabería l'any 1896 en la Facultat de Medicina (UB). En l'actualitat hi ha nombrosos dispositius i equipaments capaços de produir imatges clíniques, essent aquesta especialitat força complexa.
Pel que fa a la terminologia, es parla d'una actinoscòpia quan es duu a terme un examen dels teixits i dels òrgans per transparència a radiacions diverses amb finalitat diagnòstica.

## Tècniques més utilitzades

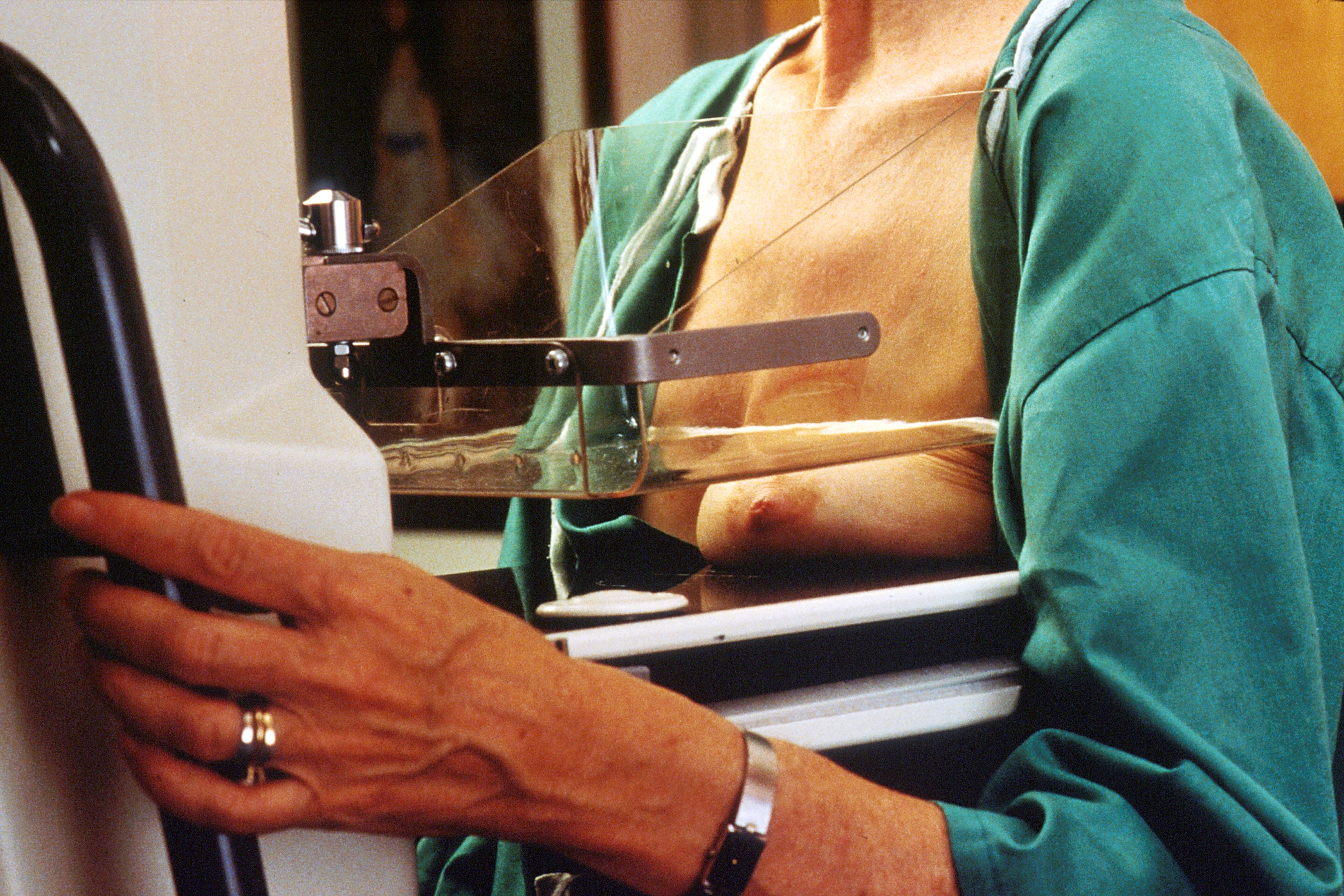
Mamografia

- Radiografia: Irradia els pacients amb raigs X i observa els resultats en pel·lícules o altres suports.
- Mamografia: una radiografia del parènquima mamari de les dones per a captar-ne imatges.
- Tomografia computada (TC), i antigament TAC: Bombardeja radioactivitat amb raigs X per visualitzar les estructures anatòmiques en forma de talls en plans successius.
- Angiografia: Amb l'objectiu de visualitzar l'interior dels vasos sanguinis, s'afegeix dins el cos un contrast radiològic, que absorbeix la radiació X, perquè sigui visible en la radiografia abans de bomardejar-lo amb els raigs X.
- Densitometria òssia: També fa servir la injecció de contrast radioactiu per a produir imatges del teixit ossi. Fa servir l'isòtop radioactiu gadolini 132 i raigs X d'energia dual.
- Ressonància magnètica: Utilitza l'energia radiant per produir imatges.
- Ecografia o Ultrasonografia: Es basa en l'emissió d'ones sonores fora de a banda audible i la captació dels seus ecos per formar la imatge.

## La radiologia a Catalunya
A penes transcorreguts dos mesos del descobriment descobriment dels raigs X per Röntgen, el doctor català César Comas Llabería feu els primers experiments a Espanya, en els laboratoris farmacèutic i fotogràfic de la Facultat de Medicina (UB). Aquests treballs es donaren a conèixer en l'amfiteatre de la Facultat de Medicina d'aquesta Universitat, en una sessió experimental celebrada el 24 de febrer de 1896, i en una memòria publica en els Arxius de Ginecologia, Obstetrícia i Pediatria el 10 d'abril del mateix any.